# マシエラ・ルーシャ
マシエラ・ルーシャ（1985年10月23日-）は、アルバニア・ティラナ出身の女優・作家。

## 主な出演作品
- ジョージ・ロペス（カルメン・ロペス）
- ラスト・ブラッド(2009年)
- ファイナル・デッドスクール(2010年)
- キングダム・ウォーズ 魔界からの侵略者(2013年)
- シャークネード4(2016年)

## 主な著書
- Inner Thoughts (1999)
- Drinking the Moon (2005)
- The Call (2010)
- Amore Celeste (2009)